# Вудворд, Вивиан
Ви́виан (Вив) Джон Ву́дворд (англ. Vivian "Viv" John Woodward; 3 июня 1879, Кеннингтон, Лондон — 31 января 1954, Илинг, Лондон) — английский футбольный нападающий, двукратный олимпийский чемпион в составе сборной Великобритании (1908 и 1912).

## Клубная карьера
Начал карьеру игрока в футбольном клубе «Клэктон Таун» из приморского городка Клектон-он-Си в Эссексе. В 1901 году перешёл в «Тоттенхэм Хотспур», где в 132 матчах забил 63 гола. В 1909 году перешёл в лондонский «Челси», в составе которого провёл 116 матчей и забил 34 гола. Являлся лучшим бомбардиром команды в сезоне 1912—1913 с 10 забитыми мячами.
С началом Первой Мировой Войны был призван в Британскую Армию, вследствие чего практически не участвовал в розыгрыше Чемпионата Англии 1914—1915 годов, хотя получил краткосрочный отпуск для замены в составе «Челси» травмированного Боба Томсона в финале Кубка Англии, однако вследствие восстановления Томсона от травмы в финале не участвовал.
Получил ранение в ходе военных действий и в дальнейшем не смог возобновить карьеру футболиста.

## Карьера в сборной
Дебютировал за английскую сборную в 1903 году, в матче со сборной Ирландии, завершившемся победой англичан со счётом 4:0. Всего с 1903 по 1911 годы сыграл за сборную 23 матча, в которых забил 29 голов, установив этим национальный рекорд, державшийся до начала 1950-х годов. Также участвовал в трёх неофициальных матчах против сборной Южно-Африканского Союза в 1910 году, забив 4 мяча. Также с 1906 по 1914 годы провёл 44 матча за любительскую сборную Англии по футболу, забив 57 мячей.

## Олимпийская карьера
Являлся капитаном олимпийской сборной Великобритании по футболу на Олимпиадах 1908 и 1912 годов, дважды став олимпийским чемпионом.

## Карьера в армии
Служил в 17 батальоне Миддлсексского полка на западном фронте, был ранен в 1916 году. Дослужился до чина капитана.

## Достижения
Сборная Великобритании
- Чемпион Олимпийских игр (2): 1908, 1912
- Итого: 2 трофея